# کول‌تپه (تپه خاکستر)
کول تپه (تپه خاکستر) مربوط به دوره اشکانیان است و در شهرستان گرمی، بخش انگوت، روستای حاج احمد کندی واقع شده و این اثر در تاریخ ۲۵ اسفند ۱۳۴۵ با شمارهٔ ثبت ۶۳۱ به‌عنوان یکی از آثار ملی ایران به ثبت رسیده است.